# Parc d'attractions de Tykkimäki
Pour les articles homonymes, voir Tykkimäki.
Tykkimäki est un parc d'attractions situé dans le quartier de Tykkimäki à Kouvola, en Finlande.

## Le parc d'attractions

### Montagnes russes
| Nom           | Type                       | Constructeur | Année d'ouverture |
| ------------- | -------------------------- | ------------ | ----------------- |
| Idän Pikajuna | Montagnes russes E-Powered | Mack Rides   | 1989              |

### Autres attractions
- Apollo - Carrousel (1998)
- Autorata - Autos tamponneuses (1986 et rénovés en 2004) Sartori Rides
- Calypso - Calypso II (1986) Anton Schwarzkopf
- Endeavour - (2017)
- Hully Gully - Carrousel (1986) Sartori Rides
- Keinukaruselli - Chaises volantes (1996) Zamperla
- Kouvola-pyörä - Grande roue (2007)
- Kummitusjuna - Parcours scénique (2002) Rex Studios
- Meteoriitti - Carrousel (2004) Modern Products
- Pilvenpyörä - Paratrooper (1988) Frank Hrubetz
- Suihkio - Carrousel (1986) Roto-Jet Kaspar Klaus
- Taifun - Condor (1986) Huss Rides
- Trombi - Disk'O (2005) Zamperla
- Yllätysten talo - Palais du rire (1986)

### Galerie

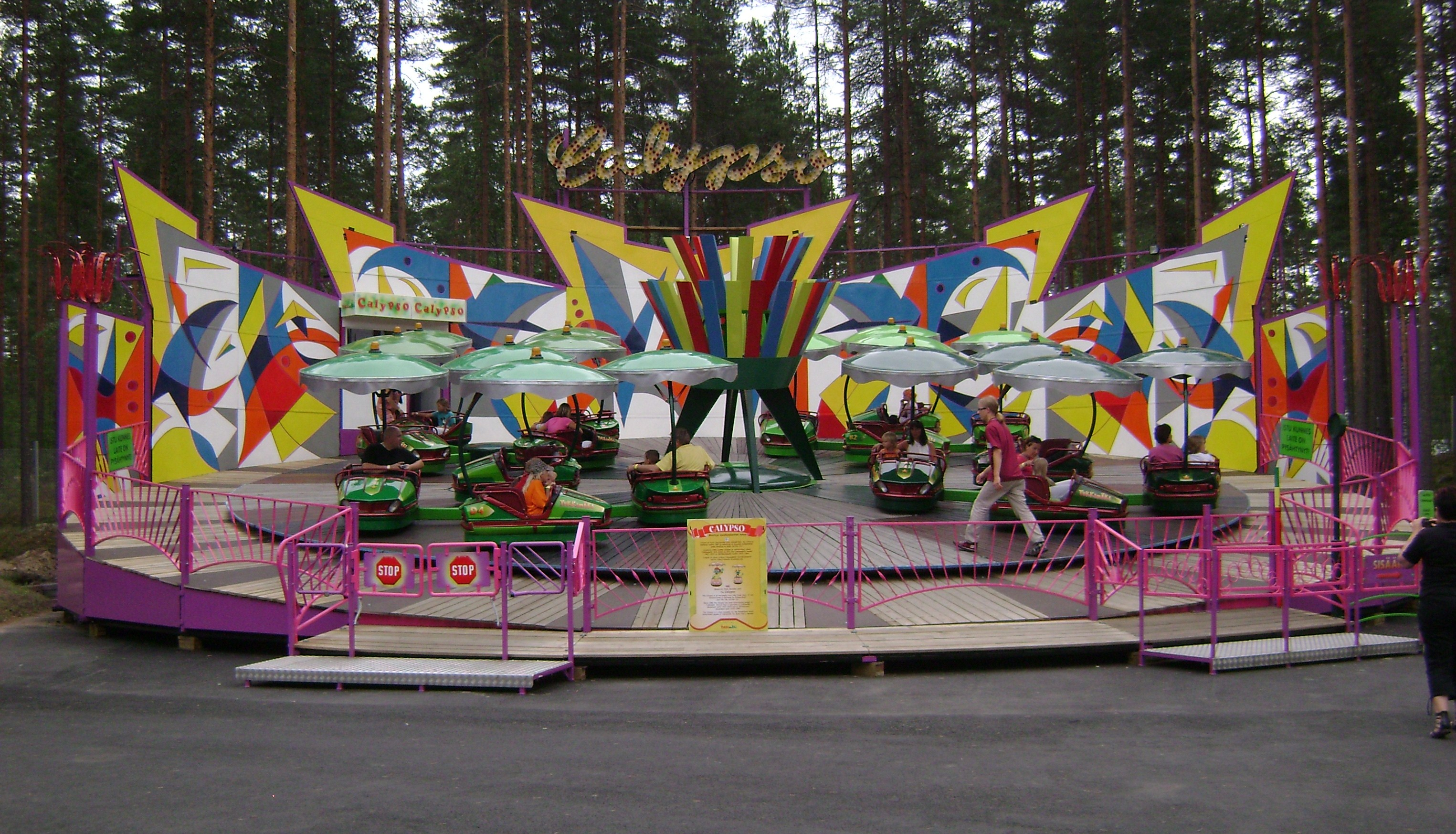
Calypso
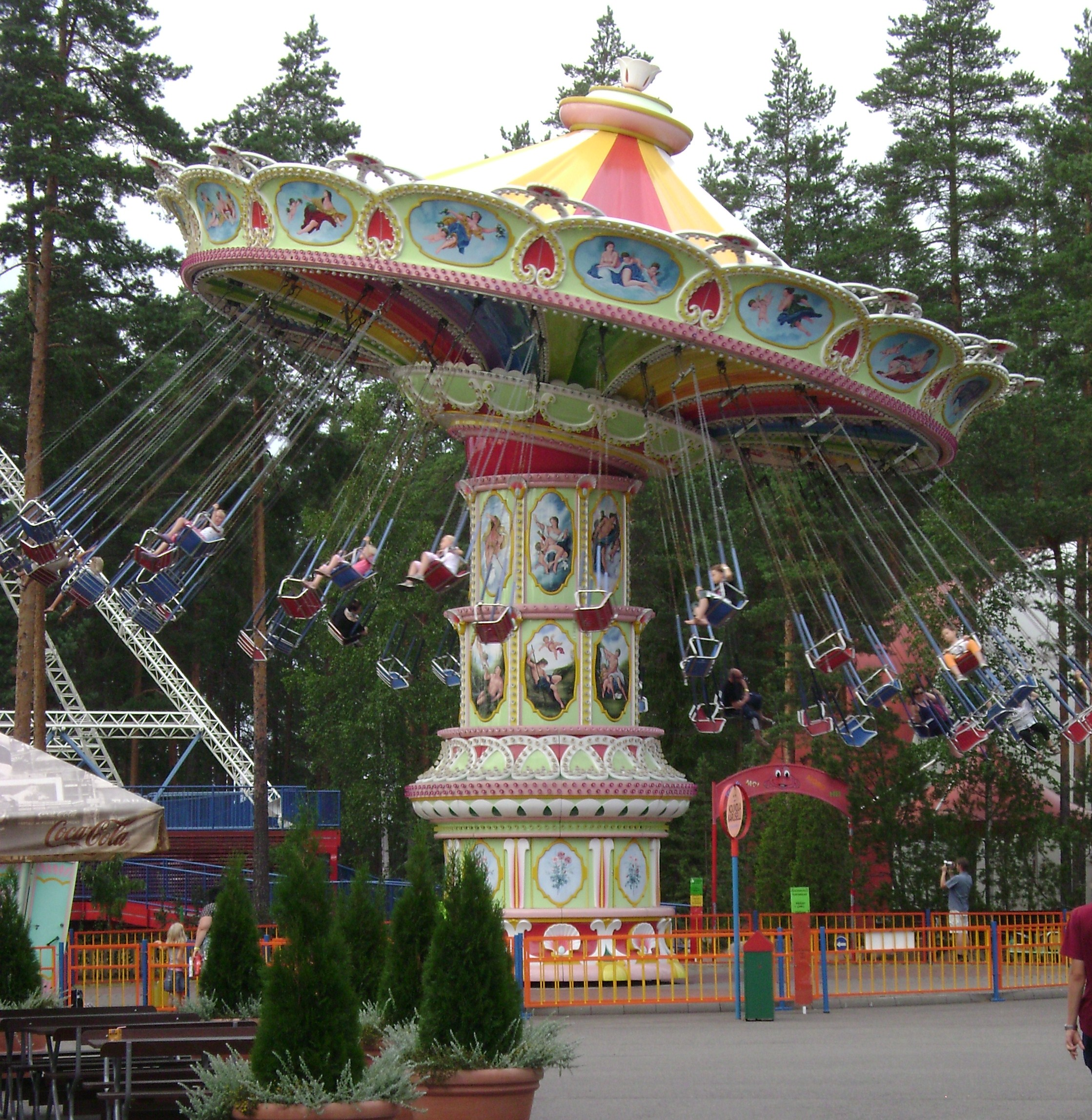
Keinukaruselli
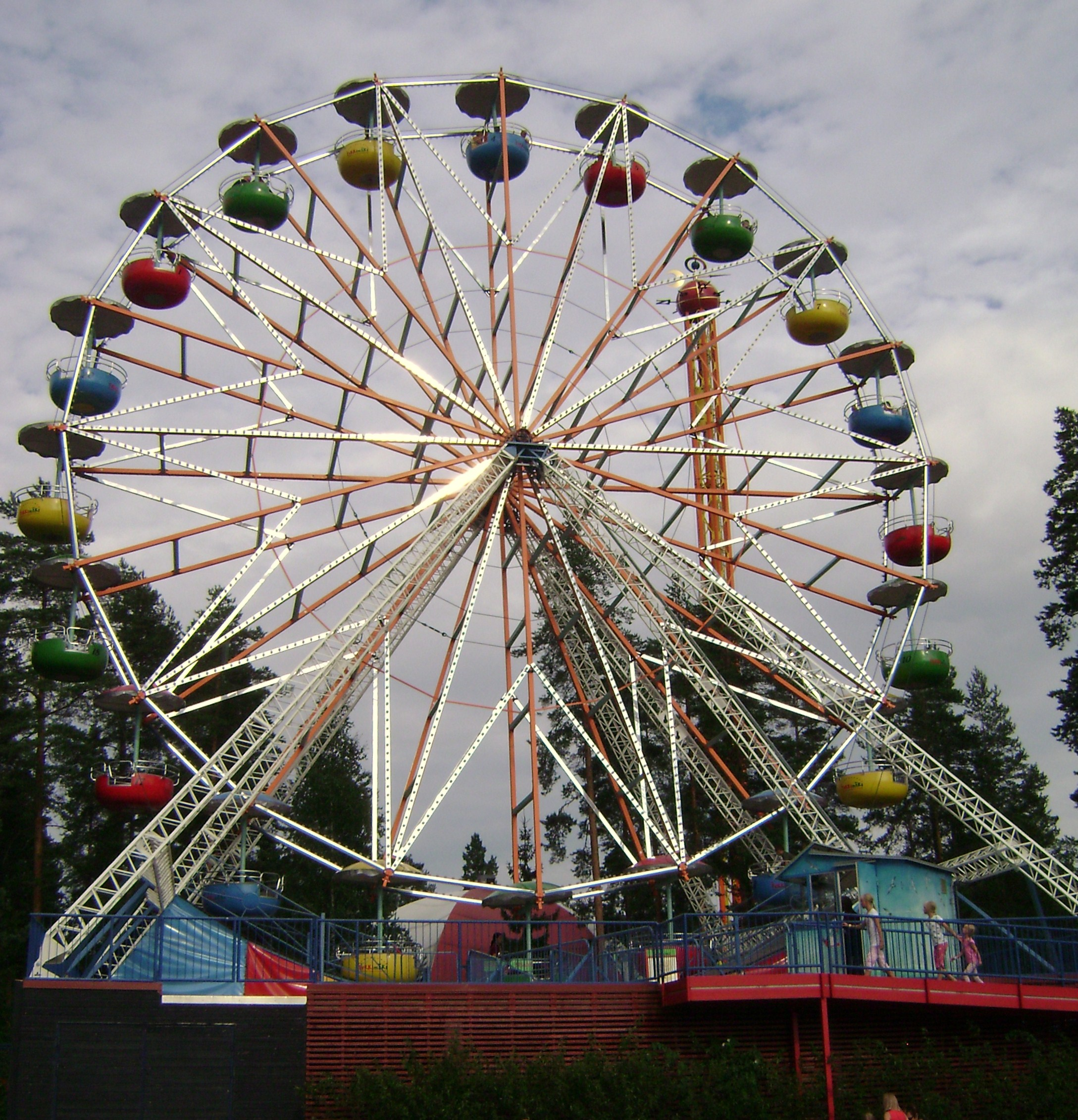
Kouvola-pyörä
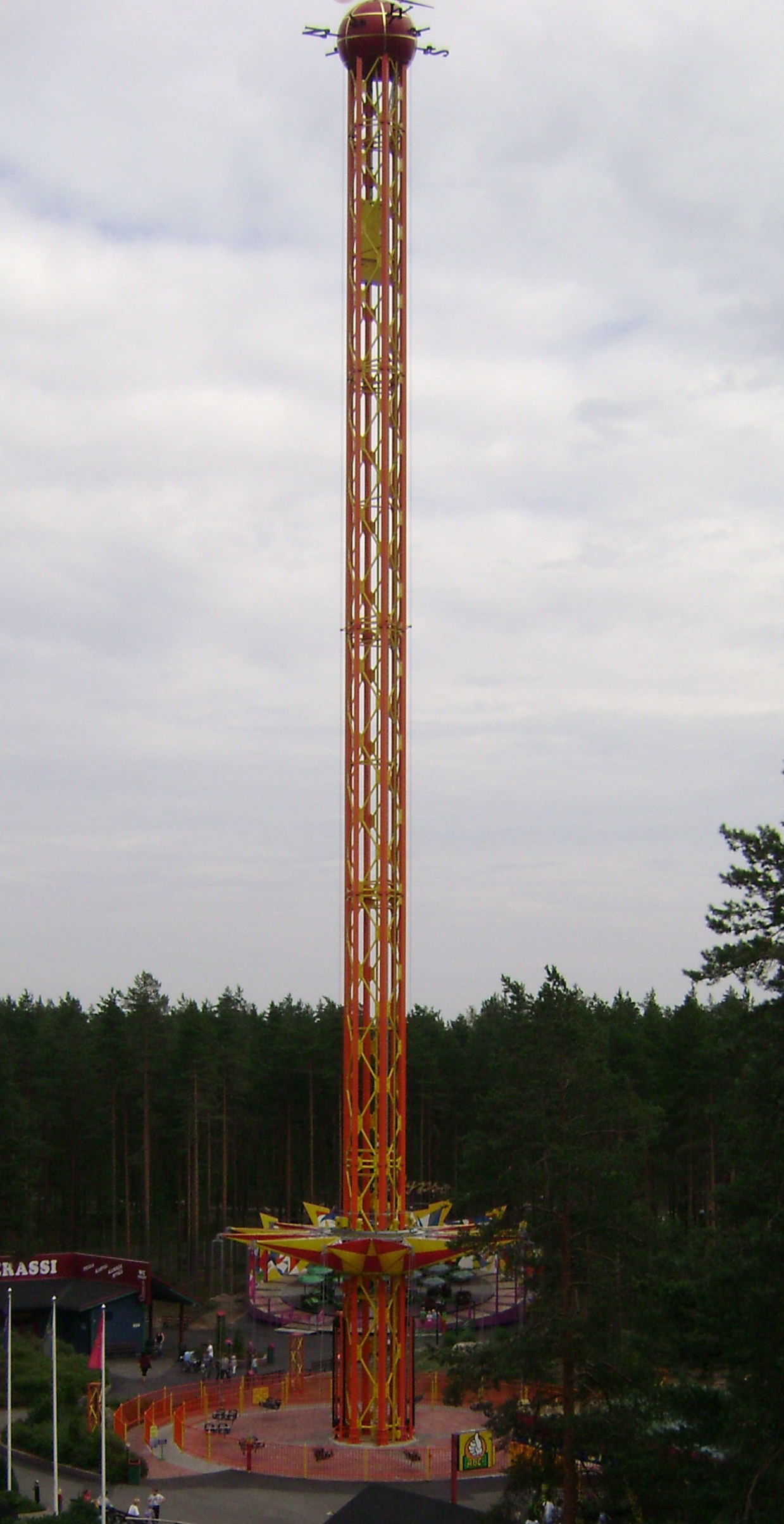
Star Flyer
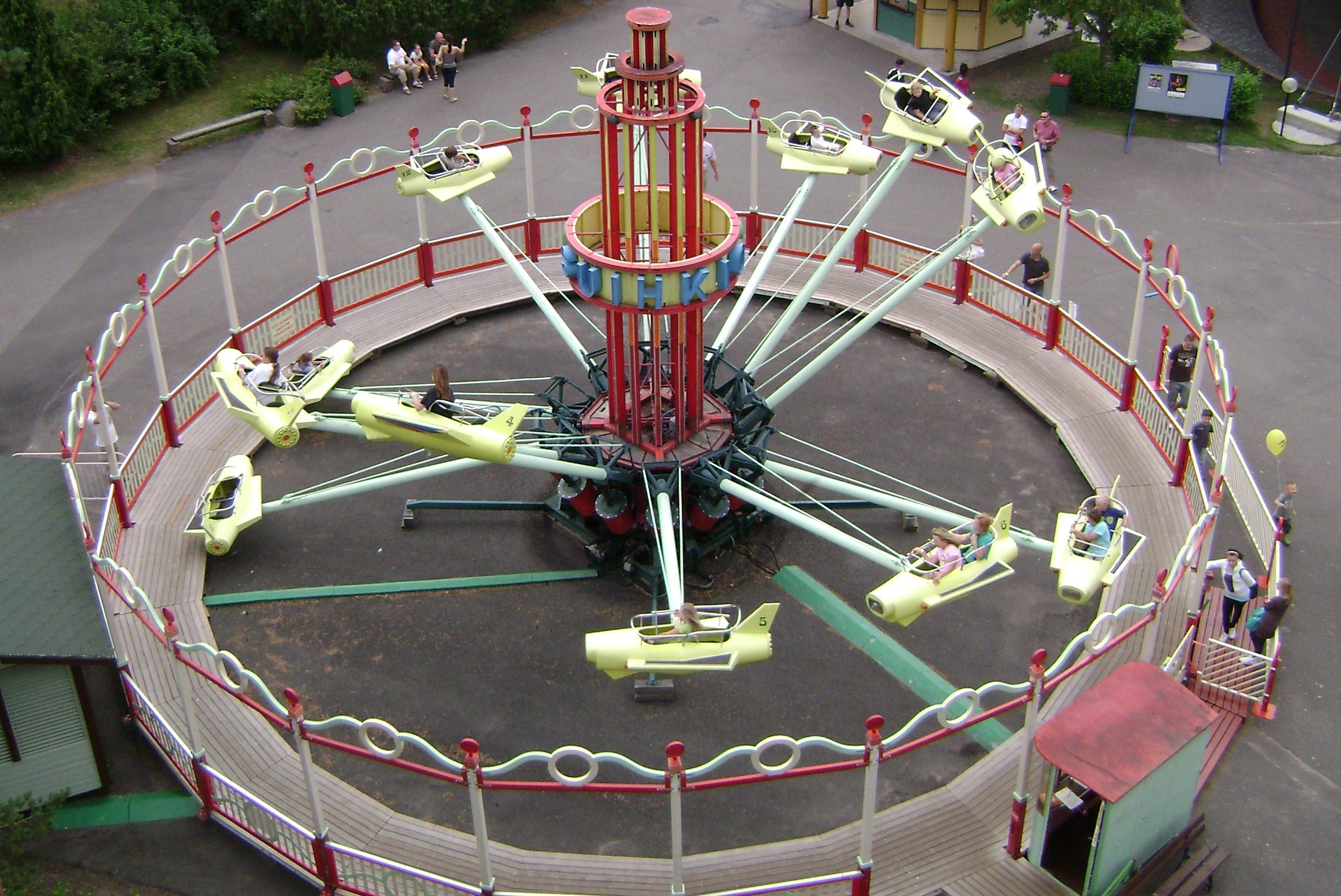
Suihkio
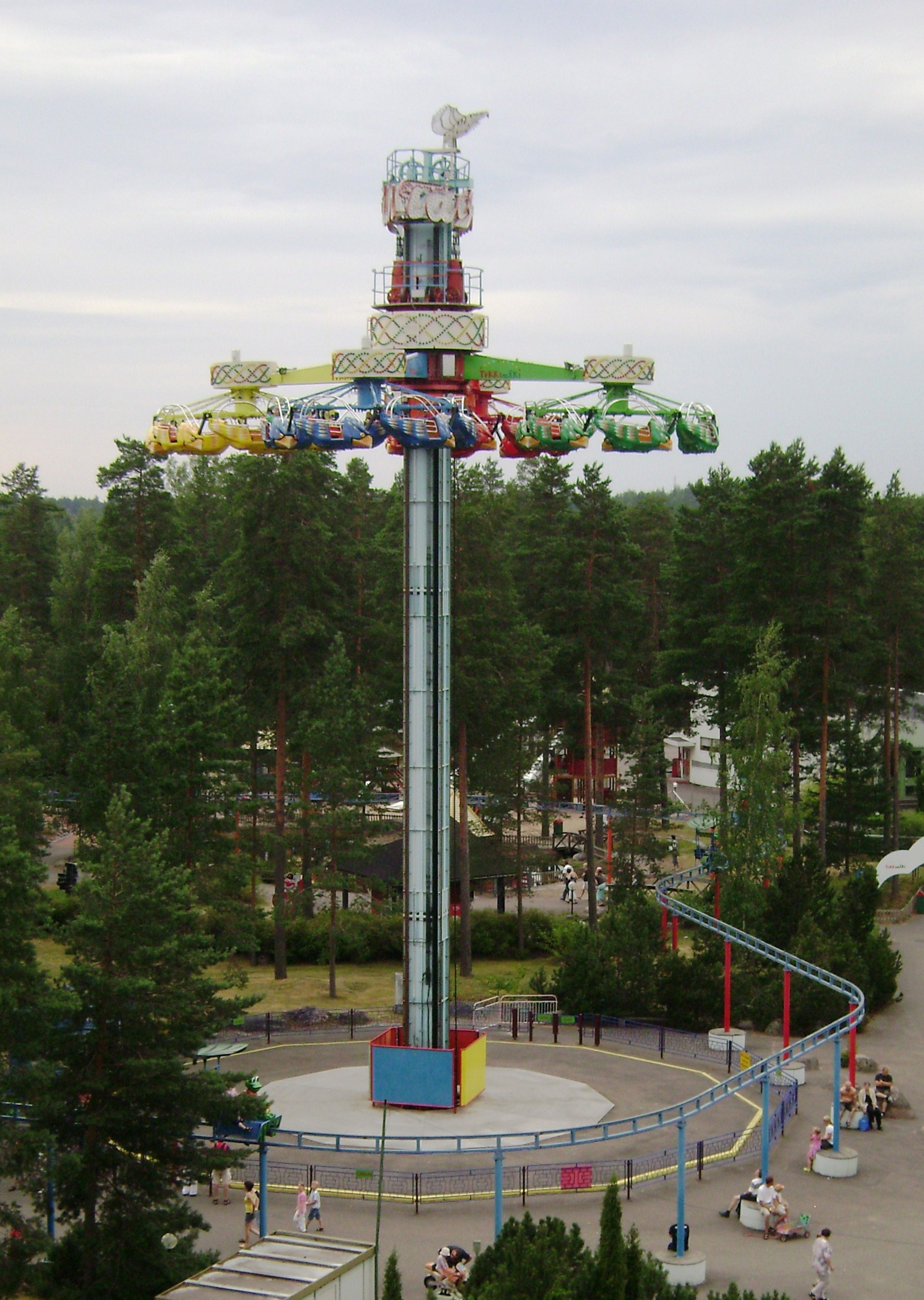
Taifun
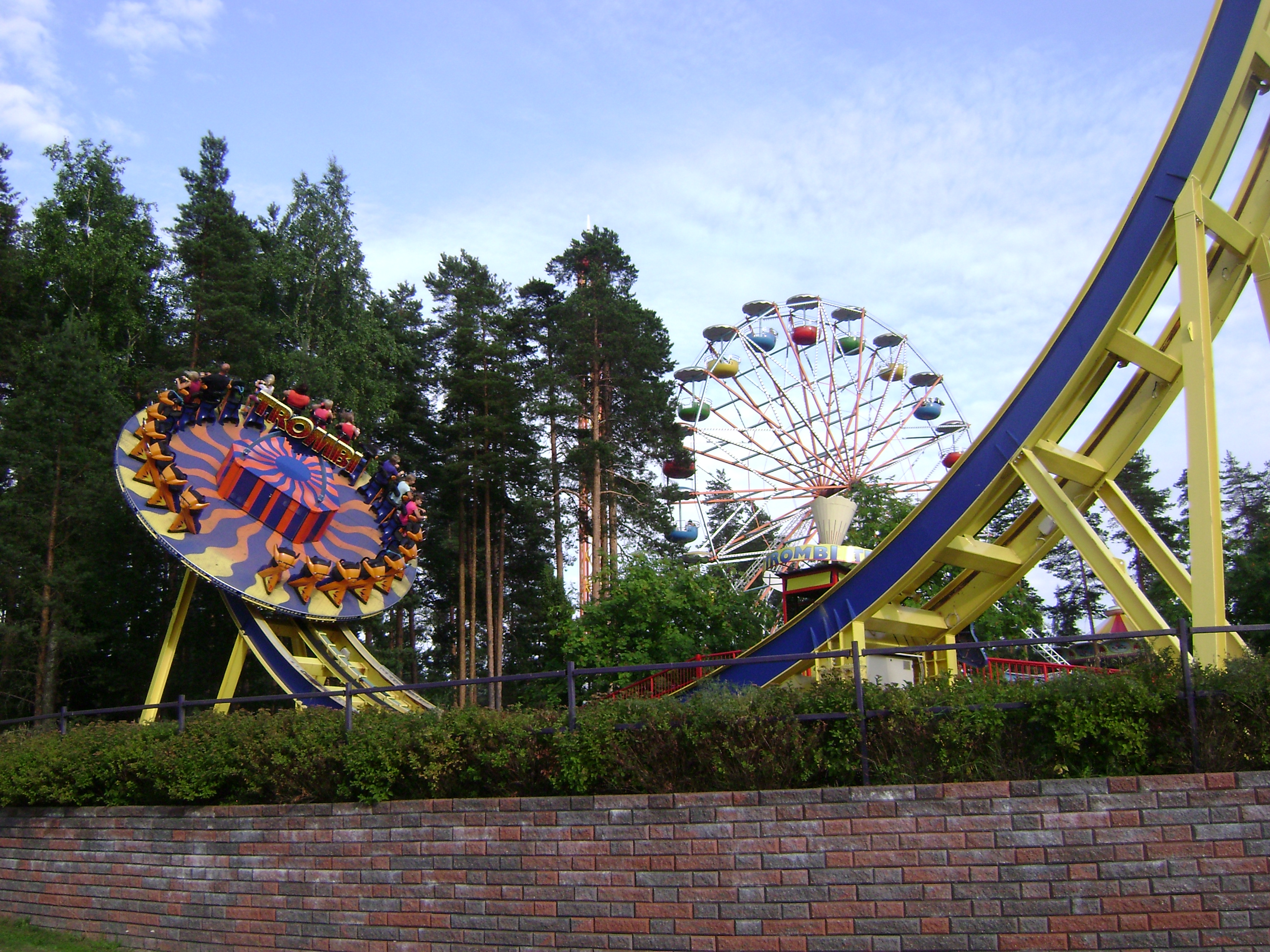
Trombi

## Anciennes attractions
- Enterprise - Enterprise (1999 - 2017) Anton Schwarzkopf

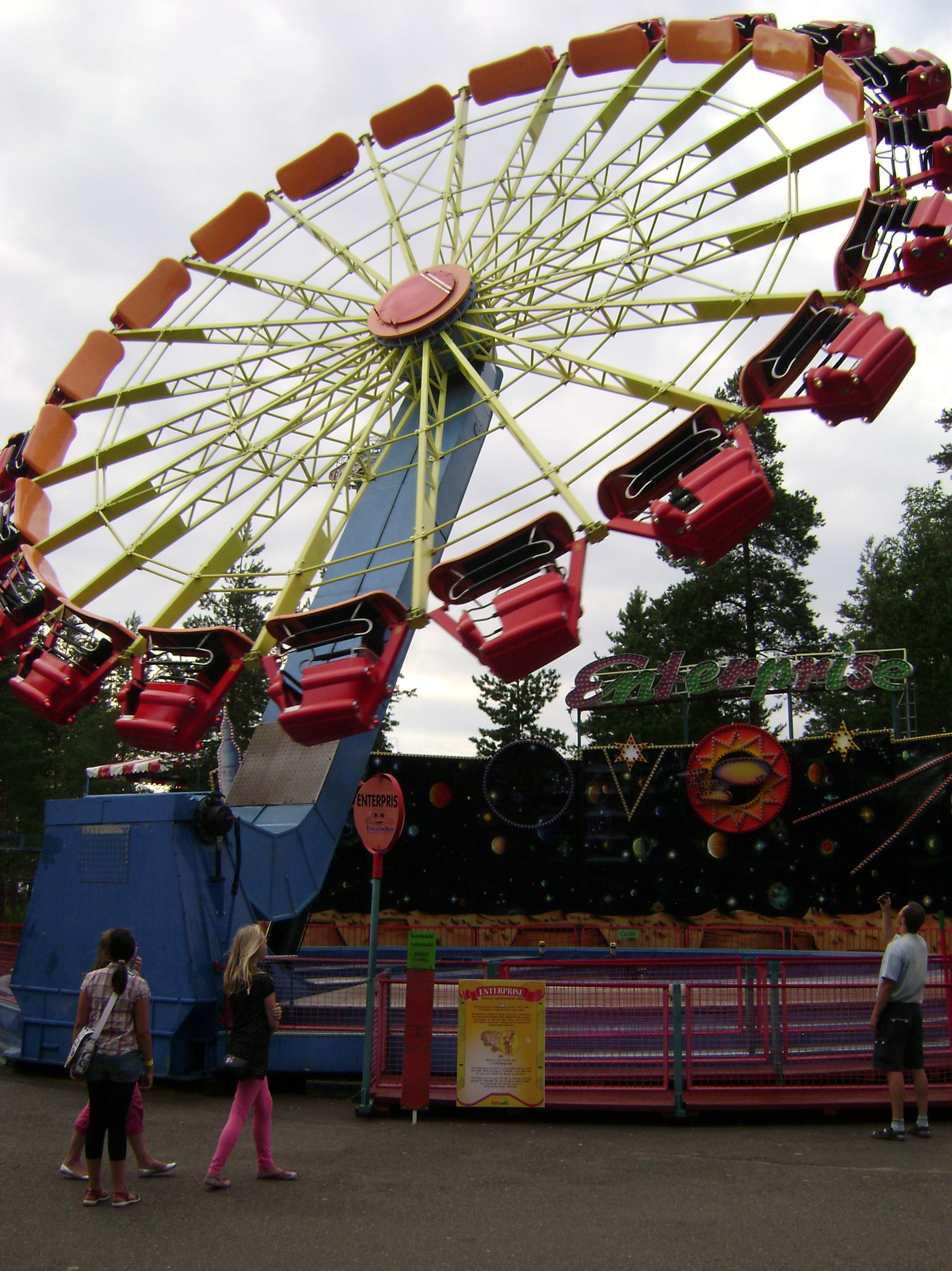
Enterprise